# هيرمان بافينك
هيرمان بافينك (بالإنجليزية: Herman Bavinck) (13 ديسمبر عام 1854 - 29 يوليو عام 1921) هو لاهوتي كالفيني ورجل كنيسة هولندي. وهو باحث مهم في التقاليد الكالفينية، جنبًا إلى جنب مع أبراهام كايبر وبي. بي. وارفيلد وجيرهاردوس فوس.

## السيرة الذاتية

### الخلفية
ولد بافينك في 13 ديسمبر من عام 1854 في بلدة هوخيفين في هولندا لأب ألماني يُدعى يان بافينك (1826-1909)، الذي كان وزيرًا للكنيسة المسيحية الإصلاحية المحافِظة لاهوتيًا والانفصالية (كريستيليكي خيريفورميردي كيرك). بعد دراسته الثانوية، ذهب بافينك لأول مرة إلى المدرسة اللاهوتية في كامبن في عام 1873، لكنه انتقل بعد ذلك إلى لايدن لمتابعة التدريب بعد عام واحد في كامبن. كتب في مذكراته الطلابية أنه كان متحمسًا لنقل دراسته متأثرًا برأي القس يوهانس هندريكوس دونر، الذي كان يخدم أيضًا في لايدن بحلول ذلك الوقت. درس بافينك في كليات بارزة مثل جان هيندريك ستشولتين وأبراهام كوينين، وتخرج أخيرًا في عام 1880 من جامعة لايدن بعد أن أكمل أطروحته حول أخلاقيات هولدريخ زوينكلي.
بعد عام، تم تعيين بافينك أستاذًا لقسم العقائد في مدرسة اللاهوت في كامبن. أثناء خدمته هناك، ساعد أيضًا أبناء طائفته التي تشكلت من انسحاب الكالفينيين الأرثوذكس في وقت سابق من الكنيسة المصلحة الهولندية، وهي حركة انسحاب يُطلق عليها اسم «أفشايدينغ» (الانفصال) في اندماجها مع حركة انفصالية ثانية أكبر والتي بدورها تركت أيضًا الكنيسة المصلحة، لكن هذه المرة تحت قيادة أبراهام كايبر، وهي حركة تسمى «دولانتي» (إشارة تاريخية إلى المصطلح الذي استخدمه الوزراء الإصلاحيون الأرثوذكس الذين عارضوا الأرمينيانية قبل المجمع الوطني لدورت، 1618-19).
قامت الكنيسة الموحدة بالدمج بين «أفجيشايدين» و «دوليريندن» ضمن الكنائس الإصلاحية الهولندية (جي كيه آي إن). وبالنتيجة، ورثت الكنيسة تعاليم اللاهوتية الطائفية الخاصة بأفجيشايدين وتبنتها، هناك حيث بقي بافينك في مكانه، وذلك لتسهيل انتقال زملائه والزوار داخل الكنيسة الجديدة الأكبر. بالفعل، عندما تم دمج الأفجيشايدين مع الدوليريندن، بقيت فقط مجموعة صغيرة من الانفصاليين خارج الاتحاد؛ الذين شكلوا طائفتهم الجديدة وأطلقوا عليها اسم الكنائس المسيحية الإصلاحية (سي جي كيه) وأنشأوا مدرسة لاهوتية خاصة بهم في بلدة آبلدورن.

### الانتقال إلى أمستردام
وسط كل هذه التطورات، بقي بافينك في مكانه وتابع محاضراته الدراسية والبحوث والكتابة والنشر - ما جعله يضع بصمته المميزة كعالم لاهوت ورجل كنيسة كالفيني أرثوذكسي.
كان من المفترض أن تكون الجامعة الحرة (في يو) التي تأسست مؤخرًا في أمستردام بقيادة أبراهام كايبر، معقلًا للتعلم الإصلاحي في جميع مجالات الفكر. كانت الجامعة الحرة، بما في ذلك كلية اللاهوت لتدريب رجال الدين، على عكس مدرسة كامبن، مستقلة عن كل من الدولة وجميع الطوائف الكنسية. لكن بالطبع، كان علم اللاهوت هو الشاغل الرئيسي الأولي للجامعة لعدة عقود. لذلك، عندما تمت دعوته لأول مرة للانضمام إلى كلية (في يو)، توجب عليه الأمر أن يقارن مزايا تدريس اهتمامته الخاصة في بحثه اللاهوتي في بيئة تبدو مستقلة. مع وجود كايبر في نفس الكلية، ربما شعر بافينك بأن المكان لن يتسع لكليهما.
بعد رفض دعوة أبراهام كايبر عدة مرات للحضور إلى أمستردام، وافق بافينك أخيرًا على طلب كايبر. في عام 1902، خلف كايبر كأستاذ اللاهوت في الجامعة الحرة في أمستردام. اهتم كايبر بأعباء عمل أخرى وأراد ببساطة أفضل رجل متاح ليحل محله. وهكذا، انتقل بافينك إلى المدينة الكبيرة، حيث كان قد تم نشر طبعته الأولى من المجلدات المتعددة تحت عنوان العقائدية الإصلاحية. عُرف بمصداقيته وحظي باحترام كبير. استمر بالعمل في جامعة (في يو) لبقية حياته التعليمية. في عام 1906، أصبح عضوًا في الأكاديمية الملكية الهولندية للفنون والعلوم. في عام 1911، تم تعيينه في مجلس الشيوخ في البرلمان الهولندي. ساعد في تشجيع اللإصلاحيين على بناء مدارسهم المسيحية الخاصة دون مساعدة مالية من الدولة حتى تم إنهاء «الحرب المدرسية» التي استمرت 80 عامًا من خلال منح المساعدة الحكومية لجميع المدارس.
في عام 1908، زار بافينك الولايات المتحدة وألقى محاضراته الشاملة في مدرسة برينستون اللاهوتية.
توفي بافينك في 29 يوليو عام 1921 في أمستردام.